# Maleevus
Maleevus là một chi khủng long, được Tumanova mô tả khoa học năm 1987.